# Sattelgelenk

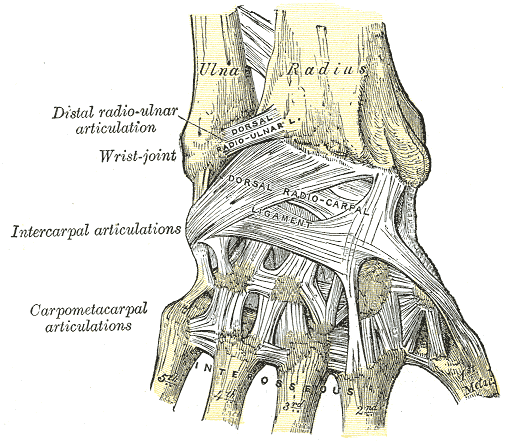
Schematische Zeichnung

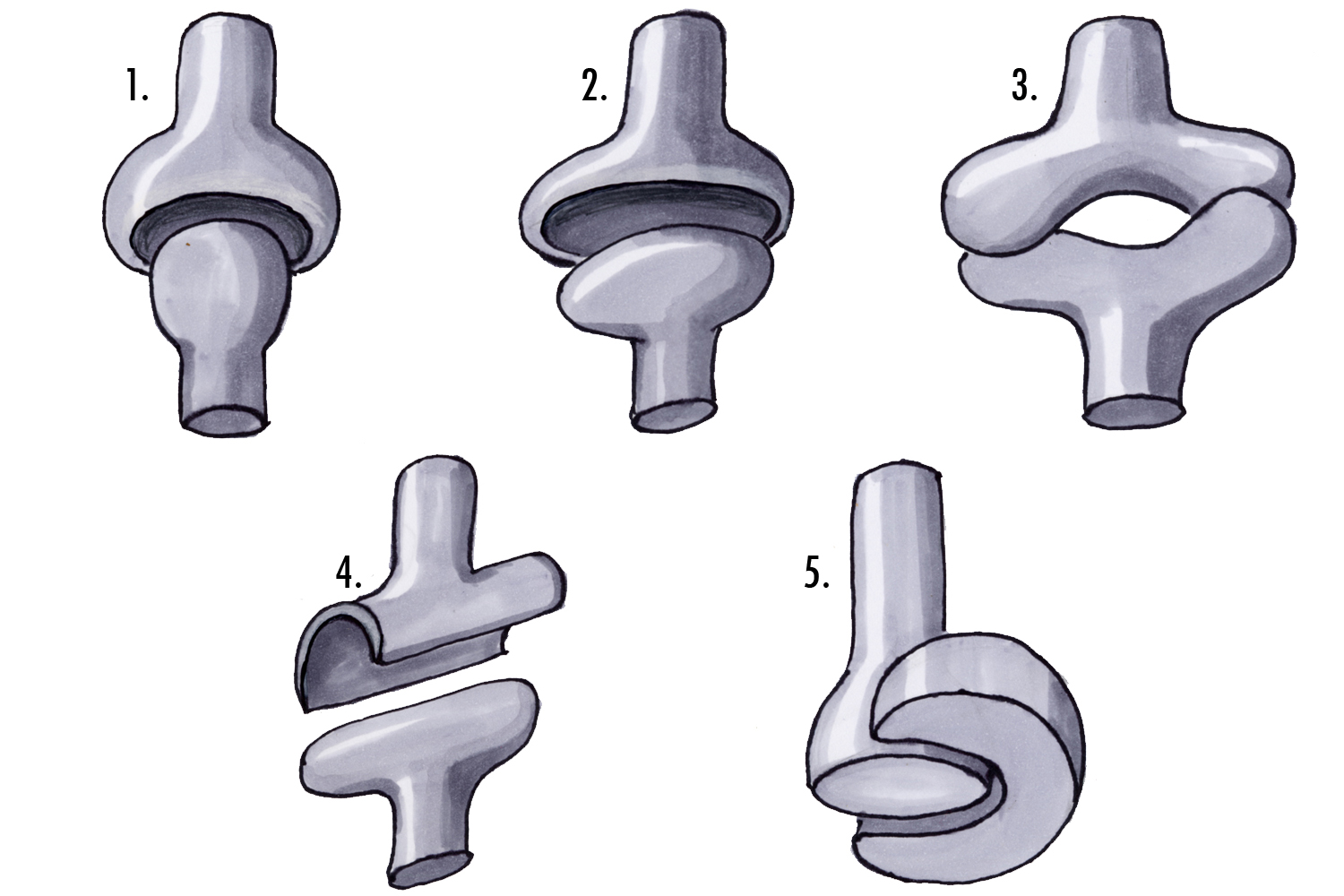
1. Kugelgelenk, 2. Eigelenk, 3. Sattelgelenk, 4. Scharniergelenk und 5. Zapfengelenk

Ein Sattelgelenk (die Articulatio sellaris) ist ein Gelenk, das eine Bewegung in zwei senkrecht zueinander stehenden Achsen erlaubt und somit zwei Freiheitsgrade besitzt. Die Bewegungsrichtungen sind hier eine Beugung/Streckung bzw. eine Abduktion/Adduktion des Gelenks. Dabei sind jeweils beide Gelenkflächen wie ein Reitsattel geformt und es entspricht die Konvexität der einen Gelenkfläche der Konkavität der anderen und umgekehrt.
Ein Beispiel ist das Wurzelgelenk des menschlichen Daumens (Daumensattelgelenk, Articulatio carpometacarpalis pollicis) zwischen dem großen Vieleckbein und dem ersten Mittelhandknochen. Durch Kombination der Bewegungen in beiden Hauptachsen ist ein Kreisen des Daumens möglich. Das Sattelgelenk am Daumen hat keine besonderen Einrichtungen.
Auch das Gelenk zwischen den beiden Gehörknöchelchen Hammer (Malleus) und Amboss (Incus), die Articulatio incudomallearis, ist ein Sattelgelenk.

## Entstehungsgeschichte des Sattelgelenks
Bis zu 80 % der Frauen im Alter von über 40 Jahren sind von der Rhizarthrose betroffen. Das liegt an einer Wachstumsstörung, die dazu führt, dass der Sattel des Sattelgelenks bei Frauen häufig schräg steht. Die Tatsache, dass die Rhizarthrose so häufig vorkommt, hängt damit zusammen, dass das betreffende Sattelgelenk – gemessen an der Dauer der Entstehungsgeschichte des Menschen – relativ „jung“ ist, nämlich acht Millionen Jahre. Erst durch dieses spezielle Gelenk bekam der Mensch die Möglichkeit, Gegenstände richtig fest zu halten und beispielsweise Flöte zu spielen. Aufgrund des evolutionsbiologisch geringen Alters ist es noch nicht perfekt ausgebildet und nicht so belastbar, wie es wünschenswert wäre.